# Heinrich August Schleiermacher

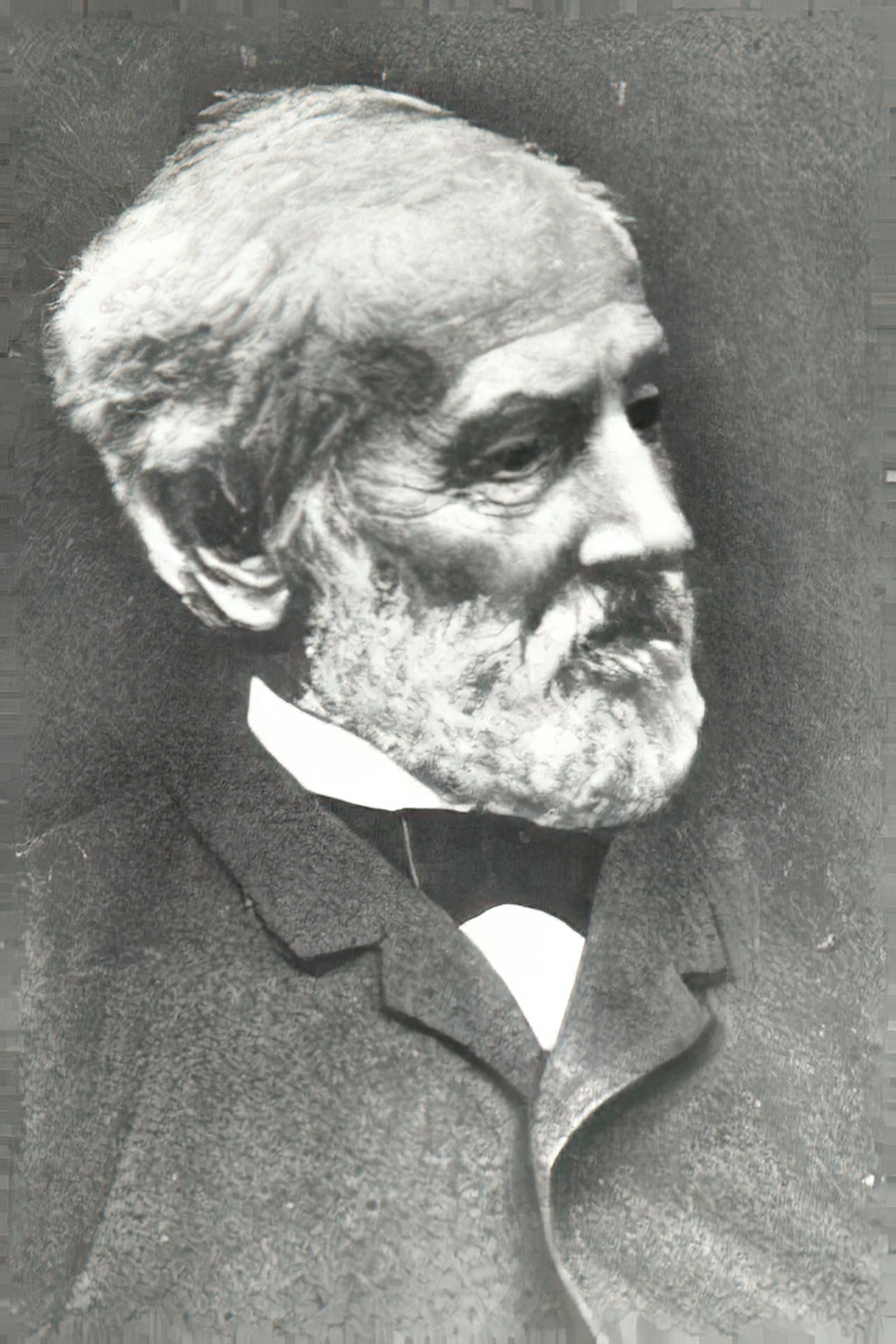
Heinrich August Schleiermacher

Heinrich August Schleiermacher (* 16. Juni 1816 in Darmstadt; † 22. November 1892 ebenda) war Finanzminister in der Regierung des Großherzogtums Hessen.

## Familie
Heinrich August Schleiermacher entstammte einer Darmstädter Beamtenfamilie. Die Familie war evangelisch. Sein Großvater, Ernst Schleiermacher (1755–1844), war geheimer Staatsrat und Museumsdirektor in Darmstadt. Sein Vater, Ludwig Schleiermacher (1785–1844), war Geheimer Oberbaurat und folgte seinem Vater als Museumsdirektor nach. Die Mutter von Heinrich August Schleiermacher war Christiane Schleiermacher, geb. Maurer (1796–1882).
Heinrich August Schleiermacher war ab dem achten Lebensjahr linksseitig gelähmt. Er heiratete zwei Mal:

1.) am 19. September 1847 in Darmstadt Johanna Philippina Katharina Auguste Schenck (* 18. Dezember 1820 in Darmstadt; † 24. August 1859 in Darmstadt), die Tochter des Geheimen Rates und Direktors der Oberforst- und Domänendirektion Johann Friedrich August Schenck und dessen Ehefrau Jeanette geborene Pfaltz.

2.) am 2. September 1862 in Darmstadt Auguste Fleischmann (* 23. Oktober 1818 in Offenbach am Main; † 10. Oktober 1902 in Darmstadt), Tochter des Offenbacher Fabrikanten Ferdinand Fleischmann und dessen Ehefrau Wilhelmine geborene Pfaltz.
Aus der ersten Ehe gingen fünf Kinder hervor:
- Anna Johannette Christiane Brill (* 1848), heiratete am 15. Mai 1875 in Darmstadt Alexander von Brill (1842–1935), Professor der Mathematik
- Luise Schleiermacher (1850–1917)
- Wilhelmine Schleiermacher (1851–1945), Zeichenlehrerin an der Viktoriaschule in Darmstadt[1]
- Ludwig Schleiermacher (1855–1927), Dr. phil., Professor an der Forstlichen Hochschule Aschaffenburg
- August Schleiermacher (1857–1953), Professor für Physik an der Technischen Hochschule Karlsruhe[2]

## Karriere
Heinrich August Schleiermacher besuchte von 1828 bis 1833 das Gymnasium in Darmstadt. 1833 bis 1835 studierte er Kameralwissenschaft an der Universität Heidelberg, anschließend in Gießen, wo er 1837 das Fakultätsexamen ablegte. Anschließend studierte er Architektur an der Polytechnischen Schule zu Darmstadt bei Georg Moller. 1839 legte er die Staatsprüfung im Baufach ab und wurde Akzessist bei der Oberbaudirektion in Darmstadt. 1840 schloss sich die Staatsprüfung im Finanzfach und 1840–1841 eine Bildungsreise nach Süddeutschland, Italien und Frankreich an. Ab 1841 arbeitete er als Akzessist im Finanzministerium. 1842 erhielt er den Titel „Wirklicher Geheimer Sekretariatsakzessist“, 1844 erhielt er als Ministerialsekretär eine besoldete Stellung, wurde 1853 Geheimer Finanzrat und 1856 Ministerialrat.
1873 wurde er als Ministerialdirektor Leiter des Finanzministeriums (Minister), ein Amt, das er bis 1884 innehatte, ab 1875 mit dem Titel eines Präsidenten des Ministeriums. Bei seinem Ausscheiden aus dem Amt 1884 ernannte ihn der Großherzog  Ludwig IV. zum Mitglied der Ersten Kammer der Landstände des Großherzogtums Hessen auf Lebenszeit.

## Weitere Engagements
- 1854 bis 1892 war er – in Nachfolge von Vater und Großvater – Direktor des Museums in Darmstadt.[7]
- 1867 bis 1874 war er Präsident des Landesgewerbevereins.[8]
- 1871 bis 1873 war er Kommissar für die Polytechnische Schule (heute: Technische Universität Darmstadt).[9]

## Ehrungen
- 1871 Geheimrat[10]
- 1877 Wirklicher Geheimer Rat[11]